# Пакистан на Олімпійських іграх
Пакистан вперше взяв участь в літніх Олімпійських іграх в 1948 році в Лондоні й з того часу пакистанські спортсмени виступали на всіх літніх Олімпіадах, окрім Ігор 1980 року в Москві. 2010 року Пакистан також дебютував на зимових Олімпійських іграх у Ванкувері.
За історію своїх виступів пакистанські олімпійці вибороли 10 олімпійських нагород, у тому числі 3 золоті.
Олімпійська асоціація Пакистану заснована в 1948 році.

## Медальний залік

### Медалі на Олімпійських іграх
| Ігри                | Золото         | Срібло         | Бронза         | Загалом        |
| 1948 Лондон         | 0              | 0              | 0              | 0              |
| 1952 Гельсінки      | 0              | 0              | 0              | 0              |
| 1956 Мельбурн       | 0              | 1              | 0              | 1              |
| 1960 Рим            | 1              | 0              | 1              | 2              |
| 1964 Токіо          | 0              | 1              | 0              | 1              |
| 1968 Мехіко         | 1              | 0              | 0              | 1              |
| 1972 Мюнхен         | 0              | 1              | 0              | 1              |
| 1976 Монреаль       | 0              | 0              | 1              | 1              |
| 1980 Москва         | Не брав участі | Не брав участі | Не брав участі | Не брав участі |
| 1984 Лос-Анджелес   | 1              | 0              | 0              | 1              |
| 1988 Сеул           | 0              | 0              | 1              | 1              |
| 1992 Барселона      | 0              | 0              | 1              | 1              |
| 1996 Атланта        | 0              | 0              | 0              | 0              |
| 2000 Сідней         | 0              | 0              | 0              | 0              |
| 2004 Афіни          | 0              | 0              | 0              | 0              |
| 2008 Пекін          | 0              | 0              | 0              | 0              |
| 2012 Лондон         | 0              | 0              | 0              | 0              |
| 2016 Ріо-де-Жанейро | 0              | 0              | 0              | 0              |
| Загалом             | 3              | 3              | 4              | 10             |

### За видами спорту
| Ігри           | Золото | Срібло | Бронза | Загалом |
| Хокей на траві | 3      | 3      | 2      | 8       |
| Боротьба       | 0      | 0      | 1      | 1       |
| Бокс           | 0      | 0      | 1      | 1       |
| Загалом        | 3      | 3      | 4      | 10      |